# Екологічна ситуація
Екологічна ситуація — це просторово-часове поєднання різних, зокрема позитивних і негативних з точки зору проживання і стану людини, умов і факторів, що створюють певне екологічне становище на території різного ступеня безпечності.
Під екологічною обстановкою розуміється конкретний стан довкілля, обумовлений взаємодією природи і господарською діяльністю людини.
За критерієм гостроти екологічних ситуацій, виділяють такі їх рівні:
- задовільна ситуація: через відсутність прямого або непрямого антропогенного впливу всі показники властивостей ландшафтів не змінюються;
- конфліктна ситуація виникає в тому випадку, коли в ландшафтах спостерігаються незначні в просторі й часі зміни, зокрема середовищо- і ресурсовідтворювальних властивостей, що веде до порівняно невеликої перебудови структури ландшафтів і відновленню в результаті процесів саморегуляції природного комплексу або проведення нескладних природоохоронних заходів;
- напружена ситуація характеризується негативними змінами в окремих компонентах ландшафтів, що веде до порушення або деградації окремих природних ресурсів і, в низці випадків, до погіршення умов проживання населення; за дотримання природоохоронних заходів напруженість екологічної ситуації, як правило, спадає;
- критична ситуація визначається за значними і слабко компенсованими змінами ландшафтів; відбувається швидке наростання загрози виснаження або втрати природних ресурсів (зокрема й генофонду), унікальних природних об'єктів, спостерігається стійке зростання числа захворювань через різке погіршення умов проживання;
- кризова ситуація наближається до катастрофічної, в ландшафтах виникають дуже значні і практично слабко компенсовані зміни, відбувається повне виснаження природних ресурсів і різко погіршується здоров'я населення;
- катастрофічна ситуація характеризується глибокими і часто незворотними змінами природи, втратою природних ресурсів і різким погіршенням умов проживання населення, викликаними переважно багаторазовим перевищенням антропогенних навантажень на ландшафти регіону; важливою ознакою катастрофічної ситуації є загроза життю людей і їх спадковості, а також втрата генофонду і унікальних природних об'єктів.

Під виявленням екологічних ситуацій включає:
- встановлення переліку (набору) екологічних проблем;
- просторову локалізацію екологічних проблем;
- визначення комбінації (поєднання) екологічних проблем і віднесення виявленого ареалу до певного рівня гостроти екологічної ситуації.

Таким чином, процес виявлення і картування екологічних проблем і ситуацій взаємопов'язаний і неподільний.